# Morgan Samuelsson
Morgan Samuelsson (* 6. April 1968 in Boden; † 3. September 2023) war ein schwedischer Eishockeyspieler und -trainer.

## Karriere
Der in Boden geborene Morgan Samuelsson begann mit dem Eishockey beim örtlichen Verein und spielte bis zum Alter von fünfzehn Jahren Fußball, Unihockey und Bandy. Danach konzentrierte er sich auf Eishockey. In der Saison 1983/84 bestritt er sein erstes Spiel in der Division 1, die damals die zweithöchste Eishockeyspielklasse in Schweden war. Morgan Samuelsson spielte 1986 für die europäischen Junioren und gewann die Silbermedaille. Im selben Jahr wurde er in der sechsten Runde (insgesamt 123) von den Nordiques de Québec im NHL Entry Draft 1986 rekrutiert. Er spielte vier Spielzeiten in der zweiten schwedischen Liga, bevor er zu Luleå HF in die Elitserien wechselte. Drei Jahre später wechselte er zu Södertälje SK, wo er nur zwei Spielzeiten blieb, bevor er im Sommer 1992 zu AIK IF wechselte. In seiner ersten Saison bei Solna stieg er in die zweite Liga ab, feierte aber in der folgenden Saison den Aufstieg.
1996 wechselte er nach Deutschland, wo er ein Jahr für die Kölner Haie und dann für die Kassel Huskies spielte. In der Saison 1997/1998 verließ er die Kasseler Mannschaft und wechselte zum ES Weißwasser.
1999 beendete er seine Zeit in Deutschland und wechselte zum EK Zell am See in die Nationalliga und beendete seine Saison beim HC Thurgau in der Nationalliga B. Im Dezember 1999 wurde er ausgewählt, um den HC Davos im Spengler Cup zu verstärken. In der folgenden Saison bestritt er dreiundzwanzig Spiele für den HC Thurgau und ein zweites Mal für den Spengler Cup mit Davos, den er gewann, bevor er an den letzten Spielen der regulären Saison sowie an den Play-offs mit den ZSC Lions teilnahm. 2001 gewann er den Schweizer Meistertitel mit den ZSC Lions und erzielte im letzten Spiel des Finales in der Verlängerung das entscheidende Tor gegen Cristobal Huet, wodurch er bekannt wurde. In der Saison 2001/2002 war er vollwertiges Mitglied der Mannschaft, obwohl er drei Spiele für die SC Rapperswil-Jona Lakers bestritt. Er verletzte sich vor den Play-offs, bestritt nur ein Playoff-Spiel und beendete seine Karriere.
In der Saison 2004/05 begann er seine Karriere hinter der Bande beim HC Sierre, den er 2006 verließ. Danach kehrte er zum HC Bozen zurück, mit dem er 2007 den italienischen Pokal gewann, wurde aber in der folgenden Saison entlassen. Er begann die Saison 2007/08 auf der Juniorenbank von Djurgården, bevor er Kari Eloranta bei den Rapperswil-Jona Lakers ersetzte, wo er sich für die Playoffs qualifizierte.
Danach wurde er Trainer von Åkers IF, einem Klub aus der vierten schwedischen Liga. In der Saison 2008/09 kehrte er in die Schweiz zurück und ersetzte Bruno Aegerter bis zum Ende der Saison. Anschließend ersetzte er in Sierre den Trainer Robert Mongrain.

## Privates und Tod
Morgan Samuelsson verstarb nach langer Krankheit im Alter von 55 Jahren. Er hinterließ eine Tochter, einen Sohn und seine Lebenspartnerin.
Sein jüngerer Bruder Magnus ist ein ehemaliger Fußballspieler.

## Erfolge und Auszeichnungen
- 1994 Aufstieg in die Elitserien mit AIK Ishockey
- 1999 Spengler Cup All-Star-Team
- 2000 Bester Torschütze der Nationalliga B
- 2000 Spengler-Cup-Gewinn mit dem HC Davos
- 2001 Schweizer Meister mit den ZSC Lions
- 2001 Spengler-Cup-Gewinn mit dem HC Davos
- 2002 IIHF-Continental-Cup-Gewinn mit den ZSC Lions

International:
- 1986 Silbermedaille bei der U18-Junioren-Europameisterschaft